# ACE 2 (videogioco)
ACE 2, a volte sottotitolato The Ultimate Head to Head Conflict, è un videogioco simulatore di volo militare moderno pubblicato nel 1987 per i computer Amstrad CPC, Commodore 64, Commodore Plus/4, MS-DOS e ZX Spectrum dalla società britannica Cascade Games. In America venne pubblicato dalla UXB, un marchio della Spinnaker Software.
È il seguito di ACE, uscito nel 1985-1986 per gli stessi computer e per alcuni altri. Il titolo è la sigla di Air Combat Emulator (in ACE il nome esteso è usato spesso come sottotitolo, ma in ACE 2 appare soltanto nei manuali). La principale novità rispetto al primo episodio è la modalità multigiocatore, che consiste in duelli a schermo diviso.
Fu seguito a sua volta da ACE 2088, a tema fantascientifico, solo per Commodore 64 e ZX Spectrum.

## Modalità di gioco
Si pilota un moderno aereo da caccia a reazione con visuale in prima persona frontale dall'abitacolo. Si affrontano battaglie tra due aerei, controllati da un giocatore e dal computer oppure da due giocatori, con modelli di aerei anonimi e in un unico scenario anonimo.
La schermata di gioco è suddivisa orizzontalmente per mostrare la visuale dei due contendenti, anche quando si gioca contro il computer. Il paesaggio esterno è spoglio e cambia soltanto colore per rappresentare terra o mare.
Sotto ciascuna visuale esterna è presente il quadro degli strumenti di bordo, che è diverso per i due contendenti, a rappresentare due modelli di aerei differenti. In alcune versioni (CPC, C64, Spectrum) sono visibili anche parti del finestrino, anch'esse diverse tra i due contendenti. Non ci sono comunque differenze dichiarate di prestazioni tra i due aerei.
Sono disponibili due modalità di gioco:
- Combattimento ravvicinato: semplice duello tra i due aerei, che iniziano già a poca distanza tra loro, armati solo di cannoni e missili a corto raggio.
- Attacco aereo e a terra su vasta scala: i due aerei devono distruggere/proteggere rispettivamente una stazione radar e una nave spia. Oltre ai cannoni si possono armare, in quantità regolabili, di missili aria-aria a corto raggio, aria-aria a lungo raggio e aria-terra.

In entrambi i casi si possono regolare alcune impostazioni, come la difficoltà del computer.
La simulazione è di tipo semplice, anche rispetto al primo ACE; si parte già in quota e ci si deve preoccupare solo di pochi aspetti del volo reale, tra cui evitare lo stallo e lo scontro tra i due aerei. Oltre a controllare la barra di comando, tramite tastiera si può variare la spinta del motore, cambiare arma, lanciare contromisure antimissile, e mostrare la mappa di tutto lo scenario con le posizioni degli aerei. I missili a lungo raggio e aria-terra devono essere parzialmente guidati dal giocatore mantenendo il bersaglio nell'inquadratura anche dopo averli sparati. Per riparare e rifornire l'aereo di carburante e munizioni è possibile fare ritorno alla base, cosa che avviene semplicemente raggiungendo l'estremità dello scenario (est o ovest a seconda del giocatore).